# Cóc lưỡi tròn Tyrrhenia
Cóc lưỡi tròn Tyrrhenia hay Cóc lưỡi tròn Sardegna, tên khoa học Discoglossus sardus, là một loài cóc thuộc chi Cóc lưỡi tròn. Loài này phân bổ ở Sardegna, Corse và quần đảo Tuscan. Môi trường sống tự nhiên của chúng là rừng ôn đới, sông ngòi, sông có nước theo mùa, đầm nước ngọt, và đầm nước ngọt có nước theo mùa. Chúng hiện đang bị đe dọa vì mất môi trường sống.

## Hình ảnh

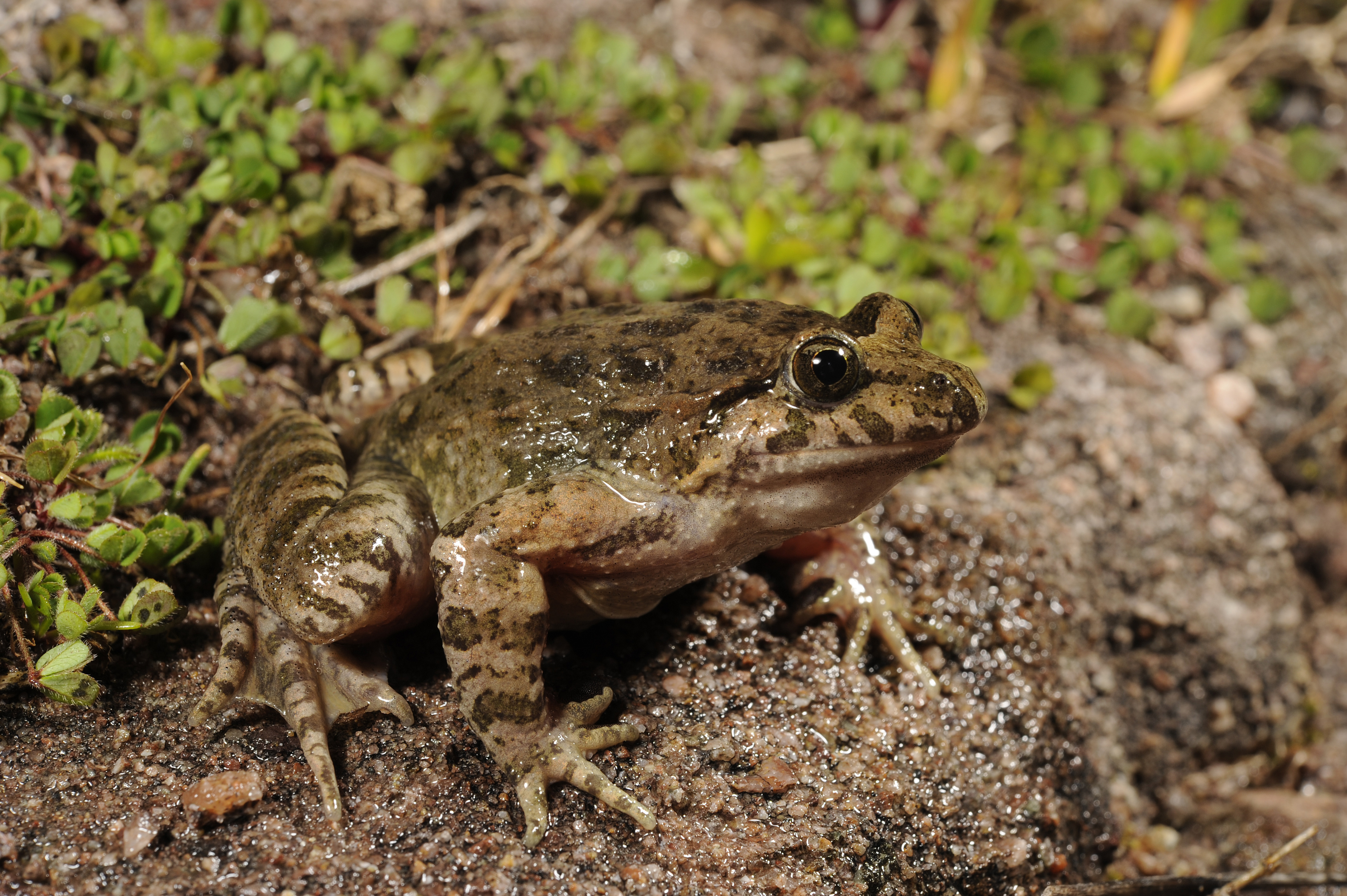
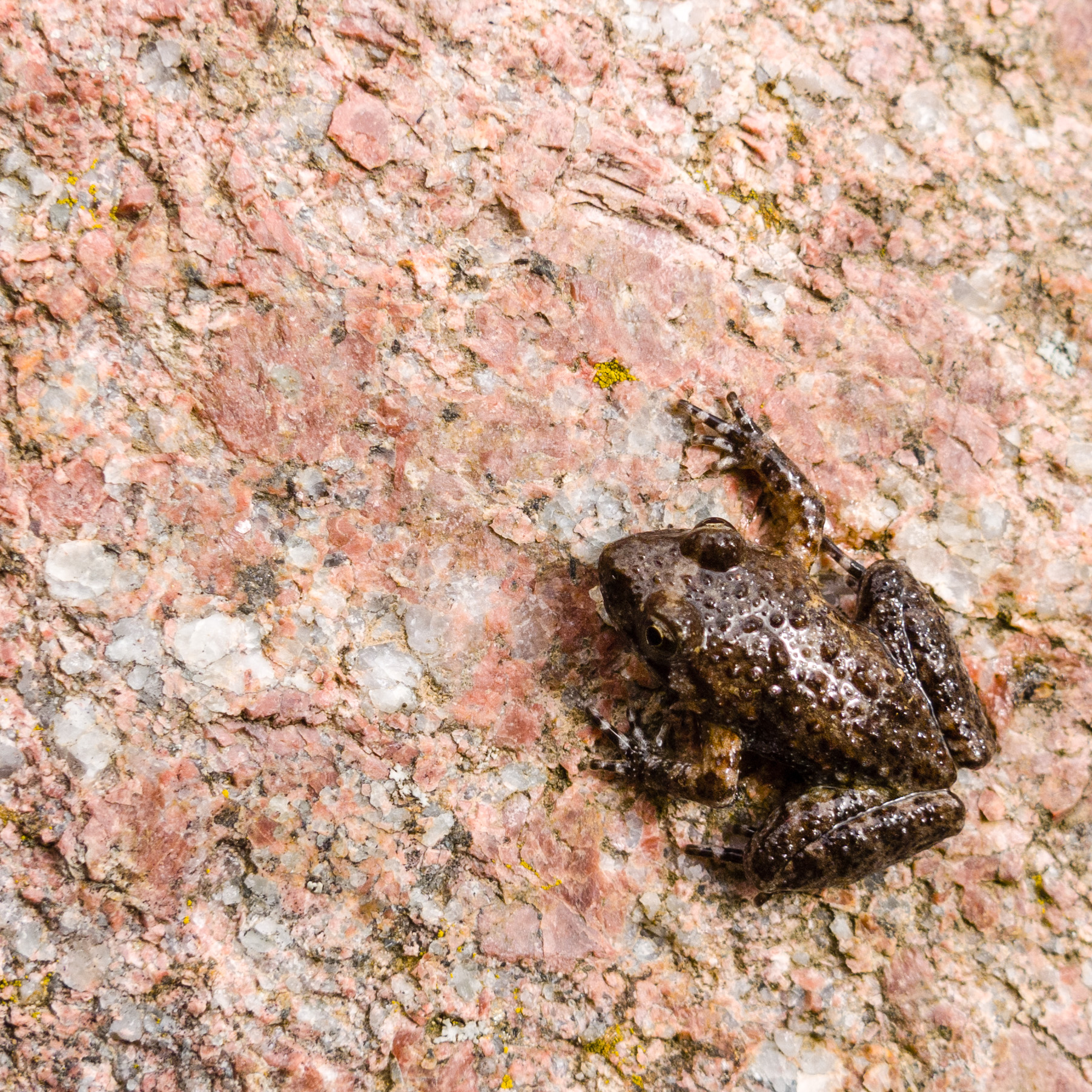